# 小林ひとみ
小林 ひとみ（こばやし ひとみ、1963年9月2日 - ）は、日本の元AV女優・元ストリッパー。

## 人物
1986年3月、"松本かおり"の芸名で『ときめき・KAORI19歳』というタイトルの写真集、同年5月には同名のイメージビデオを発売し、芸能界デビューを果たす。
さらに同月、芸名を現在の"小林ひとみ"に変え、『禁じられた関係』でアダルトビデオにデビュー（ビデオデビュー直前の時期に、群馬テレビでのアダルト系番組に出演したこともあり、番組内では上半身のヌードを披露したこともある）。デビュー作は当時1本1万円以上する時代でありながら、5万本の販売を記録した。
アダルトビデオをサブカルチャーにおけるジャンルの一種として確立させた功労者であり、「AV女優」という呼称が一般化したのは小林ひとみが出てからであるとも言われている。
なおAVデビュー作は「ラブシーンのあるビデオ作品」としか知らされておらず、騙されたと思い、出る、出ないで4時間話し合いを行った。
1988年9月2日に結婚して休業宣言（後に離婚）。1991年ストリップで復帰し、浅草ロック座を皮切りに全国公演を行うなどしていた。アダルトビデオにも断続的に出演を続けていたが、1998年には本格復帰、年齢からくる容色の衰えはさほど見られず、熟女女優として人気を博した。
2003年12月、『小林ひとみ FINAL』（上下巻）を最後にアダルトビデオから引退宣言した。同時期、『週刊ポスト』誌上で年齢を2つサバ読みしており、1963年生まれと告白したが、公式プロフィールは変更されていない。また、あくまでアダルトビデオを引退しただけで、裸のイメージ作品を発売したり、ドラマ『特命係長 只野仁』で濃厚なベッドシーンを演じるなどの活躍をした。
引退前から六本木のクラブでホステスをやっており、2008年から銀座のクラブ「さふぁいあ」の雇われママになり、2009年にはオーナーママとして「HITOMI.K」を開店する。「HITOMI.K」は2016年に閉店し、1年後に「エルプリンセス」の雇われママとなる。2019年にはオープン10年を迎え雑誌「アサヒ芸能」のインタビューを受けており、店には「週3で出ている」と答えている。
雑誌「週刊大衆」2024年6月17月号紙上で、活躍時期は異なるが同業であった桜樹ルイと初の対談を行った。その後、2024年10月28日号から「小林ひとみ×桜樹ルイ 頂上対談」として連載化した。桜樹は小林を慕っており、2024年12月から「エルプリンセス」で勤務を始めた。
アダルト出演の絶頂期作品として、本格的海外ロケ (ロンドン) で制作された「小林ひとみ イン ロンドン」の三部作がある。
1987〜1988年頃、静岡県清水市（現在の静岡市清水区）にあったレンタルビデオ店「フライデー」のテレビCM（放送は静岡ローカルで午前0時台以降の深夜帯に放送されていた）へも出演しており、同時に同店のイメージキャラクターも務めていた。
全盛期は撮影に追われていたため人気を実感することはなかったが、その後握手会を行い1000人が来た際に人気を実感した。またビデオの累計売り上げは約60億円と言われている。
趣味は編み物、読書。特技は日舞、読書。

## 出演

### 映画
- 瓶詰め地獄（1986年7月26日、にっかつ）- アヤコ 役
- 奥戯快感 艶（1987年1月6日、にっかつ）
- ハード・ペッティング（1987年3月28日、にっかつ）
- 必殺4 恨みはらします （1987年6月6日、松竹・朝日放送）- お菊 役
- 小林ひとみVS高杉レイ ダブルペッティング（1987年7月18日、にっかつ）
- 小林ひとみの本性（1987年10月、ミリオン）
- 塀の中のプレイボール（1987年11月21日、松竹） - 宮原麻由子 役
- 小林ひとみの令嬢物語（1987年12月19日、にっかつ）
- 小林ひとみの獣愛（1988年4月16日、新東宝）
- 死霊の罠（1988年5月14日、ジョイパックフィルム）- 麗 役
- 彼女2（1990年2月10日、アスミック）
- ラ・ヴァルス（1990年2月15日、エクセスフィルム）
- 小林ひとみ　男狂い有閑マダム（1996年7月22日、大蔵映画）
- 小林ひとみ　快楽熟女とろける（1997年7月14日、大蔵映画）
- 女子高生物語 淫らな果実（1997年10月10日、東映ビデオ）
- 愛染恭子VS小林ひとみ　発情くらべ（2001年2月2日、Xces Film）
- 小林ひとみ　抱きたい女、抱かれたい女（2002年5月31日、Xces Film）

### オリジナルビデオ
- 団鬼六 夕顔夫人 淫舞地獄（1994年5月13日、ピンクパイナップル）- 島原夢路 役
- モザイク崩し（1997年2月22日、ティーエムシー）
- 美人課長二十八歳2　快楽通信Volume10（1997年4月25日、ピンクパイナップル）
- 女教師 痴漢調教（1999年9月22日、ENGEL）
- 蜜恥母（2001年1月21日、GPプラス）- 由貴子 役
- 淫乱熟女（2001年1月26日、サブマリン・フィルムズ）
- 団鬼六 幻想夫人（2006年2月24日、ピンクパイナップル）- 大河内緋沙子 役

### テレビドラマ
- OL 三人旅 北海道露天風呂連続殺人（フジテレビ、1987年9月25日）- 奥野順子 役
- 季節はずれの海岸物語（フジテレビ、1988年1月1日）- 広美 役
- 特命係長 只野仁（2ndシーズン） 第17話「女子アナスキャンダル」（テレビ朝日、2005年2月18日）- 山岸郁代 役

### バラエティ
- 紳助のMTV倶楽部（朝日放送、1987年11月14日）
- じっくり聞いタロウ〜スター近況（秘）報告〜（テレビ東京、2021年11月18日[10]）

### 声優出演
- オリジナル・アダルト・アニメ ピンクのカーテン（VIP、1987年）- 奥村野理子 役

## 出版

### 写真集
- ときめき KAORI 19歳[注 1]　GIRLFRIEND Series2　快楽BOY3月15日増刊（古川春彦撮影/協立出版、1986年3月）
- 複合過去　S&Mスナイパー特別編集[注 1]（岡本丈二撮影/ミリオン出版、1986年7月）
- 小林ひとみ　マドンナメイト写真文庫（武蔵野大門撮影/マドンナ社、1986年7月）
- 茉莉花　ニューアイドル写真集（神渡信平撮影/大陸書房、1986年11月）
- 触れたら吐息（斉木弘吉撮影/ワニブックス、1986年11月）
- 小林ひとみ　スコラスペシャル16（鯨井康雄撮影/講談社、1987年1月）
- こころのこり　ピラミッド写真文庫　ニューアイドル写真集（神渡信平撮影/ピラミッド社[大陸書房]、1987年3月）
- 魔性（平田友二撮影/辰巳出版、1987年6月）
- PRIVATE ALBUM Hitomi Kobayashi in London（会田我路撮影/勁文社、1987年8月）
- 素肌感の女たち　競艶セクシィ・クイーン・ベスト７（ワニブックス、1987年9月）
- 小林ひとみインロンドン グリーンドア文庫（会田我路撮影/グリーンドア社[勁文社]、1987年9月）
- TOUCH ME　EICHI MOOKヒロインシリーズ（前場輝夫撮影/英知出版、1987年12月）
- 小林ひとみ写真集　別冊スコラ42（会田我路撮影/スコラ[講談社]、1988年2月）
- ビデオクイーンアルバム ヒロインの肖像（斉木弘吉撮影/青人社、1988年5月）
- HITOMI（河合孝雄撮影/近代映画社、1988年8月）
- 小林ひとみPARTⅡ　マドンナメイト写真文庫（中村誠作撮影/マドンナ社[二見書房]、1988年6月）
- FINAL: ひとみより さ・よ・う・な・ら。（会田我路撮影/大陸書房、1988年11月）
- イムモラル　甦るAVクイーン　愛奴写真館ジャジャスペリール　ピラミッドムック（岡本丈二撮影/大陸書房、1991年6月）
- 25人の置き手紙　別冊スコラ18（平地勲撮影/スコラ、1991年12月）
- 背徳の美学　PYRAMID BOOKS　愛奴写真文庫ジャジャ（岡本丈二撮影/ピラミッド社[大陸書房]、1992年1月）
- 愛奴　SLAVE LOVER　PaPala Books（藪下修撮影/TIS[ワニブックス]、1992年6月）
- VENUS　ヴィーナス　藤田和宣写真集　タツミムック（藤田和宣撮影/辰巳出版、1992年11月）
- 美縛の麗人　13人の被虐妖精　ミリオンムック（大木真澄撮影/ミリオン出版[大洋図書]、1993年4月）
- 月刊ザ・テンメイ6号（1993年9月号）（加納典明撮影/竹書房、1993年9月）
- きクぜ！　月刊ザ・テンメイ総集編（加納典明撮影/竹書房、1994年2月）
- ロマンポルノ・ロマン　ロマンポルノ女優写真集〈PART2〉（河合孝雄撮影/竹書房、1995年5月）
- LOVE-KILLS　愛奴　大木真澄大全集（大木真澄撮影/海王社、1996年5月）
- 艶姿女図鑑　第弐帖　甲斐路・夏（佐藤健撮影/スープレックス、1999年9月）
- 小林ひとみ写真集　女神シリーズ4（会田我路撮影 /ぶんか社、1999年10月）
- 愁（荒木経惟撮影/双葉社、2001年12月）
- 生贄夫人（会田我路撮影/ぶんか社、2002年6月）
- 女神伝説（会田我路撮影/双葉社、2002年7月）
- Memories of Hitomi Kobayashi since 1987　小林ひとみ豪華写真集（会田我路撮影/ぶんか社、2002年11月）
- よみがえる小林ひとみ　幻の花芯　本番深くうめて4　Rivival Collection3（鹿砦社、2003年3月）
- 生贄夫人　Bunkasya Sexy Novels1（華先亜輝小説・会田我路写真/ぶんか社、2003年3月）
- LOVE 性 SAGA 2005（佐藤健撮影/stat-film、2005年）（限定1000部）
- 美熟（高橋生健撮影/竹書房、2007年3月）
- 蜜　竹書房艶写文庫（佐藤健撮影/竹書房、2013年1月）

### コラム連載
- 眠れぬ夜に読むラジオ（2024年11月18日号 - 、週刊大衆）※桜樹ルイとの対談コラム

## 作品

### イメージビデオ
- ときめき・かおり19歳[注 2]　GIRL FRIEND VOL.1（1986年5月1日、ダックス）
- 永久に・・・ 永遠に・・・（2005年4月22日、イーネットフロンティア　SCS-04）
- 生贄夫人（2006年3月24日、ぶんか社　BKDV-00166）
- 美熟（2007年3月23日、竹書房　TSDV-41116）
- again（2008年11月28日、Garo Impact　GGGG-011）
- Reunion vol,1 再会（2008年12月26日、Garo Impact　GPPP-010）

### アダルトビデオ
- 小林ひとみ 禁じられた関係（1986年5月15日、VIP）
- 色情 小林ひとみ（1986年7月5日、VIP）
- 小林ひとみ お口に誘って（1986年8月5日、新東宝）
- 溺愛（1986年9月5日、VIP）
- 見られたいの 小林ひとみ（1986年10月10日、現映社）
- 小林ひとみ 天使の口脣（1986年10月15日、新東宝）
- ミルキーデビル 邪夢猫（1986年10月15日、アリスジャパン）
- 燃えつきるまで 小林ひとみ（1986年11月15日、VIP）
- 夢で逢えたら アイドルクィーン（1986年11月15日、SHOWA）
- ミステリークィーン 恋の異星人（1986年12月1日、シャリオ）
- さよならの前に 小林ひとみ（1986年12月10日、ホップ）
- ひとみ先生のクライマックスは御一緒に（1986年12月21日、新東宝）
- みだらな瞳 小林ひとみ（1987年1月10日、フェニックス）
- 性獣トライアングル〜暴かれたハネムーン〜（1987年2月10日、アリスジャパン）共演：高杉レイ、沢口久美
- 夢犯恋人 小林ひとみ（1987年2月15日、JVD）
- 小林ひとみ 悪女（1987年2月15日、新東宝）
- 下半身の女 小林ひとみ（1987年3月1日、スリーパーツ）
- セクシーバイオレンス 小林ひとみ（1987年3月10日、アリスジャパン）
- 小林ひとみ 魔性（1987年4月25日、新東宝）
- 小林ひとみ 桃色情交 ロックビートは危険なささやき（1987年5月15日、SHOWA）
- 小林ひとみ ミッドナイトコールに乱れて（1987年4月25日、にっかつビデオフィルムズ）共演：高杉レイ
- 小林ひとみ 熱狂 イン ロンドン（1987年7月11日、VIP）
- 小林ひとみ 失神 イン ロンドン2（1987年8月27日、VIP）
- ズームアップスペシャル（1987年9月25日、アリスジャパン）共演：前原祐子
- 小林ひとみ 喝采 イン ロンドン3（1987年10月22日、VIP）
- ザ・バイブル 小林ひとみ（1987年11月15日、アリスジャパン）
- 挑発 深くうめて2（1987年、Five Star）
- マン開スケベ絵巻（1988年3月15日、JVD）
- 小林ひとみの獣愛（1988年4月15日、イースト）
- 性獣トライアングル2（1988年5月15日、アリスジャパン）共演：高樹陽子、朝吹麻耶
- トパーズ（1993年7月21日、クキ）
- ブラックパール（1993年8月31日、クキ）
- もろなめ夫人（1993年10月15日、クキ）
- いもしゃぶり夫人（1993年12月24日、クキ）
- 背徳の絆（1998年11月26日、クキ）
- 背徳の洗礼（1999年3月23日、クキ）
- マダムスロート 奥の淫（1999年6月28日、クキ）
- 極私性（1999年9月25日、クキ）
- 女教師姦粘膜（1999年12月20日、クキ）
- 刺激療法 女医 小林ひとみ（2000年3月22日、クキ）
- ミセス弁護士 小林ひとみ 肉欲のローン地獄（2000年4月15日、ケイネットワーク）
- ミセス弁護士 小林ひとみ 禁欲の医療ミス（2000年4月15日、ケイネットワーク）
- ミセス弁護士 小林ひとみ 愛欲のせっ盗（2000年4月15日、ケイネットワーク）
- パーフェクト・スナイパー（2000年6月29日、クキ）
- 熟爛漫スペシャル（2000年8月20日、ソフトオンデマンド）
- 監禁（2000年10月25日、ソフトオンデマンド）
- 義母ひとみ（2000年10月25日、ソフトオンデマンド）
- Clubシャネル　前編（2000年11月1日、MOODYZ）
- Clubシャネル　後編（2000年12月1日、MOODYZ）
- 禁断喪服妻 妻、母を捨てた女の情事（2001年2月28日、マジカルバナナ）
- レズビアン女汁（2001年4月13日、アリスJAPAN）共演:清水ひとみ
- TABOO 近親相姦 壊れていく女（2001年6月1日、QUEST （MOODYZ)）共演:宮澤ゆうな
- 巨乳喪服妻9（2001年6月18日、笠倉出版社）
- 女教師歔く（2001年7月31日、マクスエー）
- 義母・レズ第一章（2001年8月13日、笠倉出版社）共演:小嶋マリ
- ロマン・サクセス（2001年9月14日、笠倉出版社）
- 熟爛漫　淫欲の果て～シリーズ第4巻（2001年9月20日、ソフトオンデマンド）共演:立花優
- 極妻レズ イヴの快感（2001年9月21日、アリスJAPAN）共演:愛染恭子
- 憧れの温泉おかみさん（2002年3月1日、笠倉出版社）
- 女医奈緒美のゆうつ（2002年4月21日、V&Rプランニング）共演:冴島奈緒 川奈まり子
- 女医奈緒美 衝撃の初体験（2002年4月21日、V&Rプランニング）共演: 冴島奈緒 川奈まり子
- 女医奈緒美 禁断の愛そして旅立ち（2002年4月21日、V&Rプランニング）共演: 冴島奈緒 川奈まり子
- 奴隷秘書37 小林ひとみ（2002年6月14日、シネマジック）
- 小林ひとみFINAL（2003年12月31日、クキ）

### アダルトビデオ（編集もの、BESTもの、DVD ほか）
- AV10年史 1（1994年1月17日、VIP）全13名
- ボンデージの罠 DX（1999年4月3日、笠倉出版社）全12名
  - ボンデージの罠 DX（2002年3月15日、笠倉出版社）全12名 ※DVD版
- 爆乳ナース＆女医 Deluxe（2003年2月14日、Five Star）全17名

### カセット
- マドンナメイトカセット　小林ひとみ 愛はスローテンポで（1987年4月1日、二見書房）[11]

### シングル
| 枚 | 発売日         | タイトル         | 規格品番 |
| -- | -------------- | ---------------- | -------- |
| ※  | 1987年12月16日 | ピンクのカーテン |          |

## その他

### ゲーム
- 小林ひとみのホールド・アップ（ハッカーインターナショナル）※プラットフォームはファミリーコンピュータ ディスクシステム
- 小林ひとみパズルインロンドン（インフォマーシャル、1988年）※プラットフォームはMSX2